# Dagon (film)
Pour les articles homonymes, voir Dagon.
Pour plus de détails, voir Fiche technique et Distribution.
Dagon est un film espagnol réalisé par Stuart Gordon et sorti en 2001. Il s'agit d'une adaptation libre de la nouvelle éponyme et du roman court Le Cauchemar d'Innsmouth de H. P. Lovecraft.

## Synopsis
Paul Marsh est en vacances avec sa petite amie Bárbara et leurs amis, Howard et Vicki, également en couple, au large des côtes espagnoles sur un voilier. Depuis le début du voyage, Paul fait un cauchemar récurrent où il nage jusqu'à une caverne en forme d’œil et se fait attaquer par une sirène. Sans crier gare, une tempête se lève et leur bateau s'échoue sur des rochers. Howard décide de rester avec Vicki dont le pied est bloqué pendant que Paul et Bárbara partent chercher du secours au village d'Imboca tout proche. Pendant leur traversée, Paul et Bárbara entendent des coups de feu provenant du bateau.
Sous une pluie battante, le couple déambule dans le village et se dirige vers l'église où les cloches retentissent. Paul reconnaît le symbole en forme d’œil sur le porche où il est inscrit « Ordre ésotérique de Dagon ». À l'intérieur, ils trouvent un prêtre qui propose d'emmener Bárbara à l'hôtel pendant que Paul va aider leurs amis avec les pêcheurs. De retour sur le bateau, Paul ne trouve rien à l'exception d'une serviette tâchée de sang. Il se rend ensuite à l'hôtel mais sa femme semble elle aussi avoir disparu. Malgré l'étrangeté du concierge, Paul prend une chambre et est de nouveau victime d'une hallucination en revoyant la sirène de ses rêves. Entendant des bruits dehors, Paul se rend compte que les villageois convergent vers l'hôtel pour le capturer. Il s'échappe de justesse en atterrissant dans une tannerie.
À l'intérieur, Paul découvre des peaux humaines, dont celle d'Howard, fraîchement découpées. De nouveau poursuivi, Paul se réfugie sous une maison et tombe sur un vieil ivrogne, Ezequiel, qui lui raconte l'histoire d'Imboca. Lorsqu'il était enfant, la pêche était infructueuse et le village arrivait difficilement à subsister. Le capitaine Orpheus Cambarro, de retour du Pacifique, expliqua qu'il avait rencontré des peuplades là-bas qui adoraient le dieu Dagon. En échange de leur vénération, la créature leur donnait tous les bienfaits de la mer. Le capitaine et une partie des habitants appelèrent la créature qui leur donna du poisson et des objets en or. Les récalcitrants furent tués et l'église fut transformée en Ordre de Dagon. Bientôt, le dieu exigea des sacrifices et des femmes pour s'accoupler. Endoctrinés, le Capitaine (devenu maître du culte) et les habitants acceptèrent et tuèrent les parents d'Ezechiel qui s'y opposèrent. Au fil du temps, seuls subsistèrent les enfants de Dagon, des hommes-poissons, qui continuèrent à kidnapper des étrangers pour leur père.
Paul convainc Ezechiel de l'aider et l'homme le conduit jusqu'à la maison du maire, qui possède la seule voiture du village. Ezequiel distrait les gardes pendant que Paul s'introduit à l'intérieur et tombe sur la femme aperçue dans ses rêves. Dénommée Uxía, elle l'empêche d'être découvert mais Paul s'enfuit en découvrant que ses jambes sont en réalité des tentacules. Finalement capturé, il se retrouve enfermé dans une cage avec Ezechiel, Barbara et Vicki. Leur tentative d'évasion échoue et Vicki, violée peu de temps auparavant par Dagon, se suicide. Paul et Ezequiel sont emmenés dans la tannerie où le prêtre les somme de rejoindre le Culte. Tous deux refusent et Ezechiel est écorché vif. Uxia sauve Paul de justesse et lui explique qu'il n'a pas d'autres choix que d'accepter la bénédiction du Culte. Une fois Uxía partie, Paul tue les hommes-poissons restants, attrape un jerricane d'essence et part vers l'église. Il y découvre un passage souterrain qui le mène vers une chambre sacrificielle où Uxia et les habitants se préparent à offrir Barbara dénudée à Dagon. Elle est entièrement déshabillée de force par les mutants puis suspendue nue et menottée à un trapèze relié à un treuil. Paul met le feu à une partie des autochtones, puis extirpe sa femme nue de la fosse toujours menottée au trapèze par les poignets. Barbara, qui vient d'être violée par le monstre, lui demande de la tuer mais Dagon s'en empare derechef, ne laissant que ses mains menottées ensanglantées.
Les habitants survivants attrapent Paul, qui ne doit son salut qu'à Uxía, qui affirme être sa demi-sœur. Le chef du village le reconnaît comme son fils. Uxía explique que la mère humaine de Paul s'était enfuie après être tombée enceinte. Réunis, ils pourront vivre ensemble sous la bénédiction de Dagon. Traumatisé par cette révélation, et constatant que son corps se transforme, Paul s'immole. Uxía le précipite dans l'eau. Ayant survécu grâce à ses branchies, Paul suit Uxía jusque dans l'antre de Dagon.

## Fiche technique
- Titre original : Dagon (ou Dagon: La secta del mar)
- Titre francophone : Dagon
- Réalisation : Stuart Gordon
- Scénario : Dennis Paoli (en), d'après les nouvelles Dagon et Le Cauchemar d'Innsmouth, de l'écrivain H. P. Lovecraft
- Décors : Llorenç Miquel
- Costumes : Catou Verdier
- Photographie : Carlos Suárez
- Musique : Carles Cases
- Montage : Jaume Vilalta
- Production : Carlos Fernández, Julio Fernández, Miguel Torrente et Brian Yuzna
- Sociétés de production : Castelao Producciones, Fantastic Factory Filmax, Estudios Picasso, Generalitat de Catalunya - Institut Català de les Indústries Culturals (ICIC), ICF Institut Català de Finances, Sociedad General de Derechos Audiovisuales (SOGEDASA), Televisió de Catalunya (TV3), Televisión de Galicia (TVG) S.A., Vía Digital et Xunta de Galicia
- Sociétés de distribution : 
  - Espagne : Filmax (cinéma), Filmax Home Video (DVD, 2002), Divisa Home Video (DVD, 2011), Ammo Content (VOD)
  - France : StudioCanal (DVD)
- Pays de production :  Espagne
- Langues originales : anglais, espagnol, galicien
- Format : couleur - 1,78:1 - Dolby - 35 mm
- Genre : fantastique, horreur, thriller
- Durée : 98 minutes
- Dates de sortie : 
  - Espagne : 12 octobre 2001 (Festival du film de Sitges) ; 31 octobre 2001 (sortie nationale)
  - Canada (Québec), France, États-Unis : 23 juillet 2002 (sorti directement en DVD)
- Classification :
  - Espagne : +13 anos (No recomendada para menores de 13 años [classification espagnole obsolète aujourd'hui])
  - France : tous publics
  - Québec : 13+ puis 18A (en DVD)
  - États-Unis : R (Restricted)

## Distribution
- Ezra Godden : Paul Marsh
- Francisco Rabal : Ezequiel
- Raquel Meroño : Bárbara
- Macarena Gómez : Uxía Cambarro
- Brendan Price (en) : Howard
- Birgit Bofarull (es) : Vicki
- Joan Minguell : Xavier Cambarro
- Uxía Blanco (es) : la mère d'Ezequiel
- Ferran Lahoz : le prêtre
- Alfredo Villa : le capitaine Orfeo Cambarro
- José Lifante : le réceptionniste
- Javier Sandoval : le père d'Ezequiel
- Victor Barreira : Ezequiel enfant
- Fernando Gil (es) : le prêtre catholique
- Jorge Luis Pérez : le jeune garçon

## Production
Le tournage s'est déroulé à Pontevedra.

## Distinctions
- Nomination au prix du meilleur film, lors du Festival international du film de Catalogne en 2001.
- Nomination au prix du meilleur film, lors du festival Fantasporto en 2002.
- Nomination au prix de la meilleure photographie et des meilleurs effets spéciaux (David Martí), lors des DVD Exclusive Awards en 2003.
- Nomination au prix de la meilleure sortie DVD, par l'Académie des films de science-fiction, fantastique et horreur en 2003.

## Autour du film
Dagon est le dernier tournage de l'acteur Francisco Rabal, décédé quelques mois avant la sortie du film.